# Adam Federici
Adam Jay Federici (* 31. Januar 1985 in Nowra) ist ein australischer ehemaliger Fußballtorwart italienischer Abstammung. Er war neben seiner meist in England verbrachten Vereinskarriere auch Nationalspieler.

## Vereinskarriere

### FC Reading
Bevor er zum FC Reading wechselte, absolvierte Federici Probetrainings bei den Wolverhampton Wanderers, den Bolton Wanderers und Leeds United. Er unterschrieb bei Reading im September 2005. Für die zweite Hälfte der Saison 2005/06 wurde er an Carshalton Athletic ausgeliehen. Vom 26. August bis 27. Oktober 2006 war er außerdem an Bristol City ausgeliehen, ohne dass er ein einziges Mal auflief.
In der Saison 2008/09 verbrachte Federici zwei Monate der Hinrunde beim Drittligisten Southend United, nach seiner Rückkehr rückte er im Dezember für den verletzten Stammkeeper Marcus Hahnemann in die Stammelf und absolvierte bis zum März 2009 15 Ligapartien in der Football League Championship 2008/09. Dabei gelang ihm Ende Dezember 2008 im Spiel gegen Cardiff City in der sechsten Minute der Nachspielzeit nach einer Ecke der 1:1-Ausgleich. Mit seiner Mannschaft zog er als Tabellenvierter in die Play-offs ein, scheiterte dort jedoch vorzeitig am späteren Aufsteiger FC Burnley. In der Saison 2009/10 etablierte sich Federici als Stammtorhüter und bestritt alle 46 Ligapartien. 2010/11 erreichte der australische Torwart mit seiner Mannschaft das Play-off-Finale, verlor die Partie in Wembley jedoch mit 2:4 gegen Swansea City. In der Folgesaison konnte das Team um Stammkeeper Federici seine Leistungen erneut steigern und sich den Meistertitel der Football League Championship sichern. Als Tabellenvorletzter der Premier League 2012/13 stieg Reading direkt wieder in die zweite Liga ab. Adam Federici verlor zwischenzeitlich verletzungsbedingt und infolge unbefriedigender Leistungen seinen Stammplatz im Tor. Nach einer Spielzeit als Ersatztorhüter erreichte der 29-Jährige in der Football League Championship 2014/15 die Rückkehr ins Tor des Zweitligisten und bestritt 43 Ligapartien. Einen weiteren Erfolg erzielte er mit seinem Team im FA Cup 2014/15, als der Verein erst im Halbfinale mit 1:2 nach Verlängerung am Erstligisten FC Arsenal scheiterte.

### AFC Bournemouth
Nachdem sein Vertrag in Reading ausgelaufen war, wechselte Adam Federici am 27. Mai 2015 zum AFC Bournemouth und unterschrieb einen Dreijahresvertrag beim Premier-League-Aufsteiger. In der Premier League 2015/16 bestritt er sechs Ligaspiele und musste sich den Großteil der Saison mit der Rolle als Ersatztorhüter hinter Artur Boruc begnügen.
Nach einer weiteren Saison als Ersatzkeeper beim FC Reading, wechselte Federici am 31. August 2017 auf Leihbasis zum Zweitligisten Nottingham Forest.

## Nationalmannschaft
Federici kam für Australien bei der Junioren-WM 2005 in den Niederlanden zu zwei Einsätzen. Er wurde im Juli 2008 für das olympische Fußballturnier in China nominiert und bestritt das Turnier als Stammtorhüter.
Am 2. Juni 2007 wurde Federici erstmals für die A-Nationalmannschaft Australiens nominiert, im Freundschaftsspiel gegen Uruguay kam er jedoch nicht zum Einsatz. Federici wurde für die Fußball-Weltmeisterschaft 2010 in Südafrika als Ersatztorhüter nominiert, kam dabei aber nicht zum Einsatz.